# Лесок (Золочевский район)
Лесок (укр. Лісок) — село в Бусской городской общине Золочевского района Львовской области Украины.
Население по переписи 2001 года составляло 260 человек. Занимает площадь 1,709 км². Почтовый индекс — 80544. Телефонный код — 3264.